# Front national pour la défense de la démocratie
Le Front national pour la défense de la démocratie (FNDD) est une organisation politique mauritanienne opposée au coup d'État d'août 2008 organisé par le général Mohamed Ould Abdel Aziz.
Le FNDD est d'abord le fer de lance de l'opposition au nouveau président putschiste. En juin 2009, le FNDD signe l'accord de Dakar avec le pouvoir militaire, qui permet l'organisation de l'élection présidentielle en juillet 2009. Après la victoire du général Mohamed Ould Abdel Aziz à celle-ci, le FNDD éclate, et est remplacé par la Coordination des forces de l’opposition démocratique (CFOD, puis COD) en décembre 2009.

## Plate-forme de l'opposition
Le Front national pour la défense de la démocratie (FNDD), dirigé par le président de l’Assemblée nationale Messaoud Ould Boulkheir, mène l'opposition intérieure au coup d’État d'août 2008 organisé par le général Mohamed Ould Abdel Aziz. C'est la plate-forme de l'opposition au putsch,,, créée immédiatement après celui-ci.

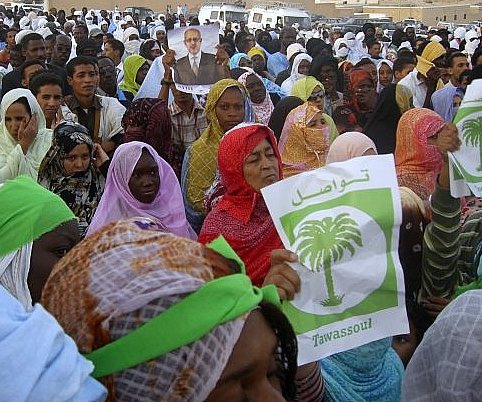
Manifestation du FNDD à Nouadhibou (21 août 2008).

Le FNDD s'organise au cours du mois d'août 2008. Il regroupe douze partis politiques, dont les plus importants sont : le Pacte national pour la démocratie et le développement (PNDD-Adil, fidèle au président Sidi Mohamed Ould Cheikh Abdallahi chassé du pouvoir), l’Alliance populaire progressiste (APP, parti du président de l’Assemblée nationale, Messaoud Ould Boulkheir), l’Union des forces de progrès (UFP, parti « d’intellectuels de gauche » assez influents), le Parti pour l’égalité et la justice (PLEJ, micro-parti africain-mauritanien) et le Rassemblement national pour la réforme et le développement (RNRD-Tawassoul, le principal parti islamiste). Le mot Tawassoul est un acronyme arabe qui signifie « rencontre, connexion ». Le FNDD est en résumé une tentative de construction d'une alliance solide entre la gauche et les islamistes.
Appuyé par des syndicats et des ONG, le FNDD organise régulièrement des manifestations, durement réprimées par la police, alors que le putsch plonge la Mauritanie dans une crise profonde,.
En mai 2009, le FNDD approuve publiquement la position des États-Unis, qui ne soutiennent pas le pouvoir militaire de Mohamed Ould Abdel Aziz. Il dénonce l'action de la France, qui lui semble être alignée sur le président putchiste. Toutefois, une des composantes du FNDD, le parti Tawassoul se démarque de cette position de façon surprenante.

## Accord de Dakar
Le FNDD refuse le rôle de médiateur que voudrait jouer le colonel Kadhafi parce que ce dernier semble être un partisan du pouvoir de Mohamed Ould Abdel Aziz,. Il accepte toutefois la médiation conduite par le président du Sénégal, Abdoulaye Wade, qui aboutit à l'accord de Dakar du 5 juin 2009 signé entre les militaires au pouvoir, le FNDD et le Rassemblement des forces démocrates (RFD, dirigé par Ahmed Ould Daddah).
L'accord de Dakar prévoit qu'un gouvernement transitoire d’unité nationale dirige le pays jusqu’à l’élection présidentielle, fixée au 18 juillet 2009. Ce gouvernement provisoire est composé d'une part de partisans de Mohamed Ould Abdel Aziz et d'autre part de membres du FNDD et du RFD qui contrôlent les ministères de l'Intérieur, des Finances et de la Communication.

## Éclatement et recomposition
Après l'accord de Dakar, le FNDD décide de soutenir un candidat unique à l'élection présidentielle, Messaoud Ould Boulkheir (APP, également soutenu par l’UFP et le PNDD-Adil). Messaoud Ould Boulkheir obtient 16,3% des voix. Il est affaibli par la candidature dissidente présentée par Tawassoul, qui ne suit pas la consigne d'union, même si le candidat du parti Tawassoul, Mohamed Jemil Ould Mansour ne réunit que 4,8% des suffrages. Pour Tawassoul, il s'agit d'obtenir de la visibilité et de pouvoir négocier un éventuel ralliement en cas de second tour, mais l'élection présidentielle est remportée dès le premier tour par Mohamed Ould Abdel Aziz avec 52,6% des voix.
Alors que le FNDD dénonce une « fraude massive », Tawassoul reconnaît rapidement le résultat de cette élection et le pouvoir d'Ould Abdel Aziz. En fait, Tawassoul cherche à s'intégrer au système et s'allie au parti du nouveau président lors des élections sénatoriales de novembre 2009,. Le FNDD éclate de fait.
En décembre 2009, une nouvelle organisation oppositionnelle est créée pour remplacer le FNDD. Il s'agit de la Coordination des forces de l’opposition démocratique (CFOD, puis COD), qui regroupe neuf partis politiques. Les islamistes de Tawassoul n'en font pas partie parce qu'ils se sont rapprochés du président Mohamed Ould Abdel Aziz, mais la nouvelle structure enregistre l'entrée du RFD, le parti d’Ahmed Ould Daddah.